# أنطونيو خوسيه كافانيليس
أنطونيو خوسيه كافانيليس (1745-1804) (بالإنجليزية: Antonio José Cavanilles) هو عالم نبات إسباني.